# Cessna T-41 Mescalero
El Cessna T-41 Mescalero es una versión militar del popular Cessna 172, operado por la Fuerza Aérea y Ejército de los Estados Unidos, así como las fuerzas armadas de varios países como avión de entrenamiento de pilotos.

## Diseño y desarrollo

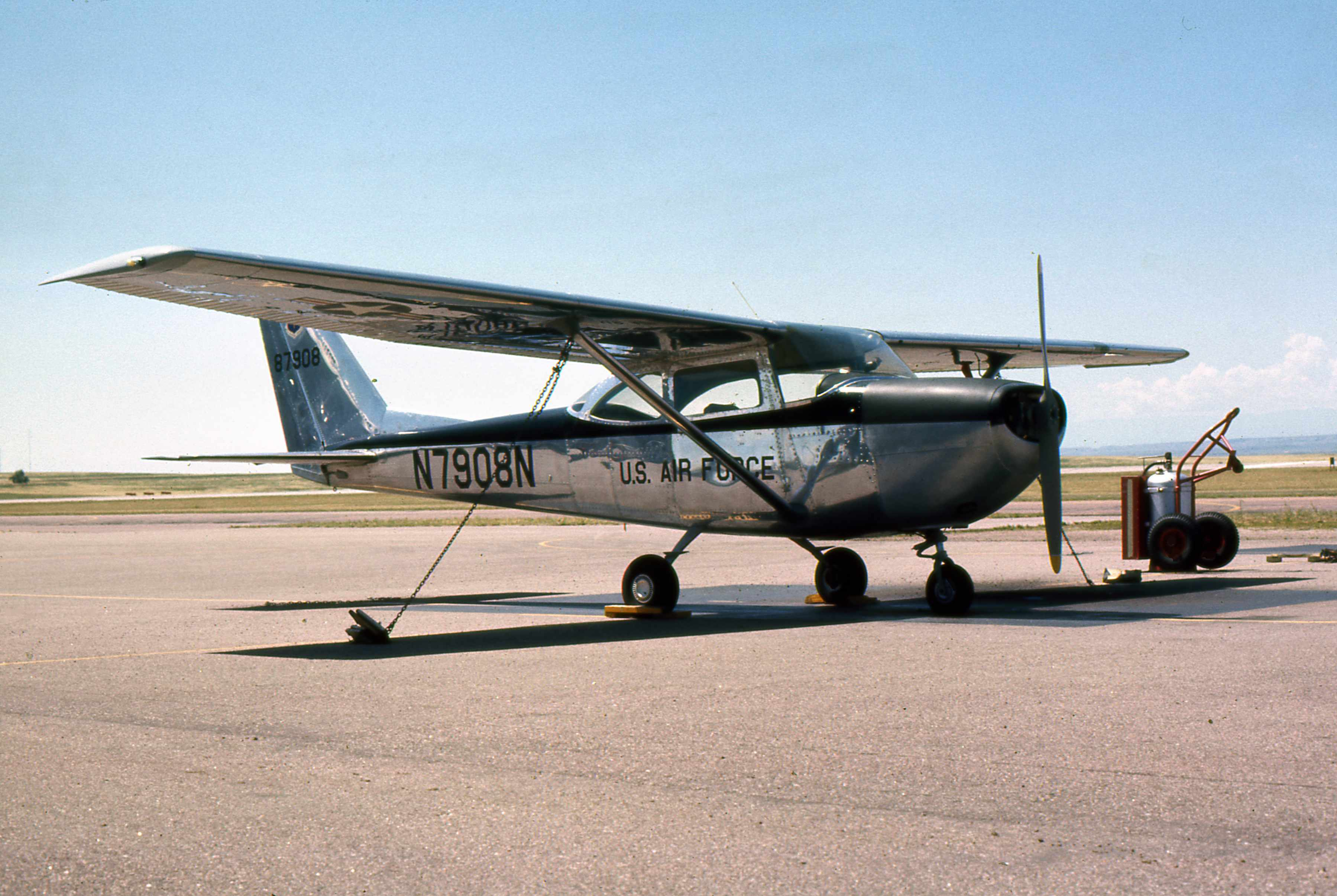
Un T-41 estacionado

En 1964, la Fuerza Aérea estadounidense decidió usar Cessna 172F en stock como avión introductorio para estudiantes pilotos en lugar de comenzar con el avión a reacción T-37. La USAF ordenó 237 T-41A a Cessna. La primera clase de la USAF de estudiantes (67-A) comenzó el entrenamiento en el T-41 desde el aeropuerto civil de Big Spring, Texas, en agosto de 1965.
El T-41B fue la versión del Ejército estadounidense, con un motor Continental IO-360 de 160 kW (210 hp) y hélice de velocidad constante, en lugar del Continental O-300 de 108 kW (145 hp) y la hélice 7654 de paso fijo usados en el 172 y en el T-41A.
En 1968, la Fuerza Aérea estadounidense adquirió 52 unidades del más potente de T-41C, que usaba un motor Continental IO-360 de 160 kW (210 hp) y una hélice de ascenso de paso fijo, para usarlos en la Academia de la Fuerza Aérea en Colorado Springs.
En 1996, los aviones fueron modernizados al estándar T-41D, que incluía una modernización de aviónica y una hélice de velocidad constante.
Comenzando en 1993, la Fuerza Aérea de los Estados Unidos reemplazó muchos T-41 con el Slingsby T-3A Firefly para las tareas de vuelos de criba, y para el entrenamiento acrobático, que estaba fuera de las capacidades de diseño del T-41. La flota de T-3A fue inmovilizada en tierra indefinidamente en 1997 y desguazada en 2006, tras una serie de accidentes fatales en la Academia de la Fuerza Aérea de los Estados Unidos.
Actualmente, la Fuerza Aérea entrena a todos los futuros pilotos de la USAF y oficiales de sistemas de combate a través de un contrato civil con DOSS Aviation, conocido como Criba Inicial de Vuelo Militar, que hace uso del Diamond DA20. Este programa se lleva a cabo para los programas de acceso de oficiales de línea de la USAF (por ejemplo, USAFA, AFROTC, OTS), y dicha capacitación se lleva a cabo después de que estos oficiales hayan sido recibido el empleo de segundo teniente. También se lleva a cabo para oficiales de la USAF al nivel de primer teniente y capitán seleccionados para el entrenamiento de vuelo, tras una asignación como oficial calificado no aeronáuticamente.
Cuatro T-41 permanecen en la Academia de la Fuerza Aérea en el Equipo de Vuelo de la USAFA, así como para apoyar ciertas clases académicas.
Una serie de fuerzas aéreas, incluyendo Arabia Saudí y Singapur, compró varios ejemplares civiles del Cessna 172 para usarlos en tareas de entrenamiento militar, transporte y enlace. Aunque similares al T-41, estos aviones no eran T-41 y estaban propulsados por las plantas motrices estándares del 172 disponibles para el modelo del año comprado. Se incluyen el Continental O-300 de 108 kW (125 hp) en los aviones anteriores a 1968, y el Lycoming O-320 de 120 kW (160 hp) en los 172 tardíos.

## Variantes
T-41A
Versión original del 172F solicitada por la USAF, con aviónica de tipo militar, motor Continental O-300 de 108 kW (145 hp) y hélice de paso fijo, 211 construidos.
T-41B
Versión del R172E para el Ejército estadounidense, con motor Continental IO-360 de 160 kW (210 hp) y hélice de velocidad constante, 255 construidos.
T-41C
Versión de 1968 similar al T-41B, con un motor Continental IO-360 de 160 kW (210 hp), manteniendo la hélice de paso fijo para la USAF, que los solicita para su escuela de Colorado Springs, 52 construidos.
T-41D
Versión del T-41B para exportación bajo el Programa de Ayuda Militar, con sistema eléctrico de 28 V y equipo simplificado, propulsada por el Continental IO-360 de 160 kW (210 hp), 238 construidos, el primer T-41D entregado a la Fuerza Aérea de Filipinas en 1968.

## Operadores
Angola

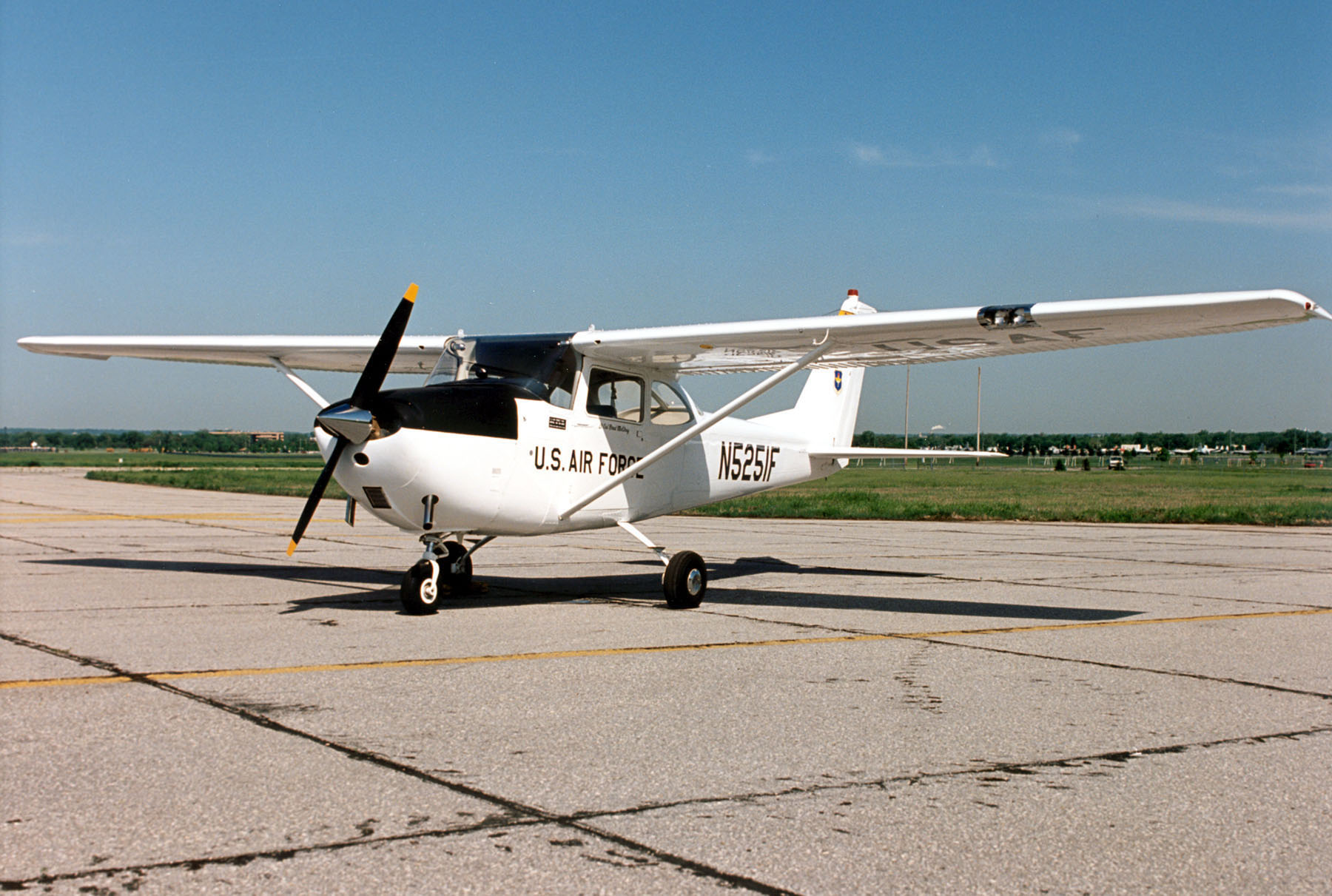
T-41A de la USAF.

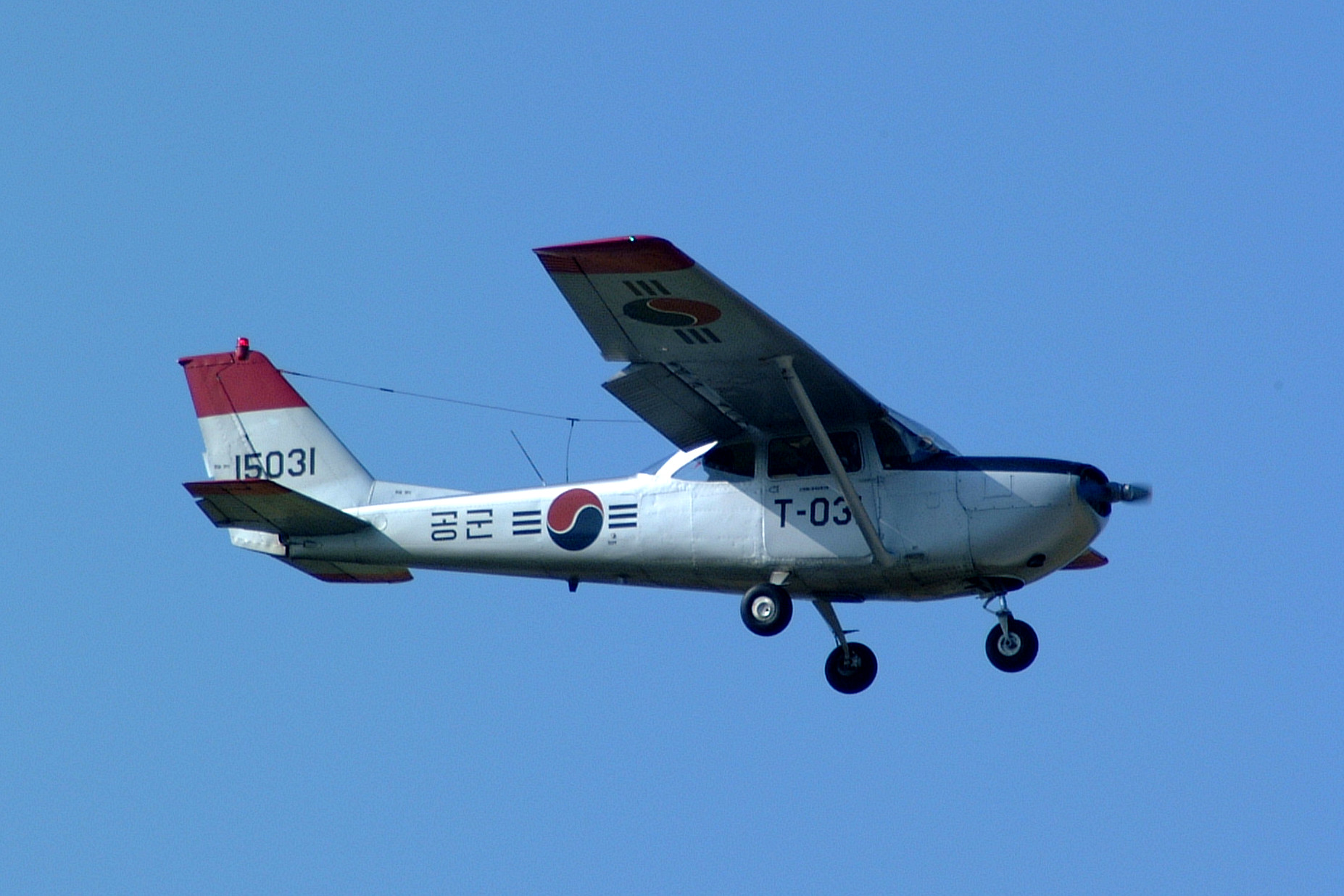
Cessna T-41B de Corea del Sur.

- Fuerza Aérea de Angola: 5 Cessna 172 en servicio.

 Argentina
- Aviación del Ejército Argentino: 10 T-41D en servicio.[5]

 Bolivia
- Fuerza Aérea Boliviana: 4 Cessna 172 en servicio.[5]

 Chile
- Fuerza Aérea de Chile: 14 T-41D, retirados.[11]
- Ejército de Chile: 19 R172K.[11]
- Armada de Chile: Un 172M, retirado.[11]

 Colombia
- Fuerza Aérea Colombiana: 30 T-41D, retirados.[4][5]

 Corea del Sur
- Fuerza Aérea de la República de Corea: 15 T-41D.[5][12]

 República Dominicana
- Fuerza Aérea Dominicana: 10 T-41D/R172.[5]

 Ecuador
- Fuerza Aérea Ecuatoriana: 8 T-41A,[4][5] 12 T-41D.

 El Salvador
- Fuerza Aérea Salvadoreña: 1.

 Estados Unidos
- Fuerza Aérea de Estados Unidos: 211 T-41A y 52 T-41C.[4]
- Ejército de Estados Unidos: 255 T-41B.[4]

 Filipinas
- Fuerza Aérea de Filipinas: 20 T-41D.[5][12]

 Grecia
- Fuerza Aérea de Grecia: T-41A, 21 T-41D (retirados[13][14] ).[5]

 Honduras
- Fuerza Aérea Hondureña: 3 T-41B y 6 T-41D, retirados.[5]

 Indonesia
- Fuerza Aérea de Indonesia: 55 T-41D.

 Irán
- Real Fuerza Aérea de Irán: 4 T-41D.[5]

 Laos
- Fuerza Aérea de Laos: T-41B, T-41D.[5]

 Liberia
- Fuerzas Armadas de Liberia: T-41D.[5]

 Pakistán
- Fuerza Aérea de Pakistán: T-41D.[5]

 Paraguay
- Fuerza Aérea de Paraguay: 5 T-41B.

 Perú
- Fuerza Aérea del Perú: 25 T-41A.

 Tailandia
- Real Ejército de Tailandia: 6 T-41B.
- Real Fuerza Aérea de Tailandia: 6 T-41D.

 Turquía
- Fuerza Aérea de Turquía: 30 T-41D.[15]
- Ejército de Turquía: 25 T-41D.[15][16]

 Uruguay
- Fuerza Aérea de Uruguay: 7 T-41D.

 Vietnam del Sur
- Fuerza Aérea de Vietnam: 22 T-41D.

## Accidentes
Chile
- El 27 de agosto de 1978, un T-41 de la Fach, tripulado por el subteniente David Caro y el soldado Juan Henríquez, próximo a su arribo a la Base Aérea Cerro Moreno, en vuelo desde Santiago, se pierde contacto radial y tras la posterior búsqueda la aeronave es encontrada estrellada en la cumbre de Cerro Moreno.[17]

Estados Unidos
- En agosto de 1974, ocurre un accidente que envuelve a dos T-41A asignados al programa de entrenamiento SATP en la Base Aérea Hondo en Castroville, Texas, con consecuencias fatales. Un instructor y su estudiante perecen cuando otro T-41 daña los cables de control de su avión, en el empenaje, mientras giraban para realizar la aproximación final.

Perú
- El 13 de agosto de 2015, una avioneta T-41D cayó sobre el cerro Virgen de la Candelaria, en el distrito de Villa María del Triunfo-Lima. La tripulación, que resultó herida, realizó los procedimientos operativos y de seguridad establecidos, permitiendo así que no hubieran víctimas, ni daños.[18]

## Supervivientes

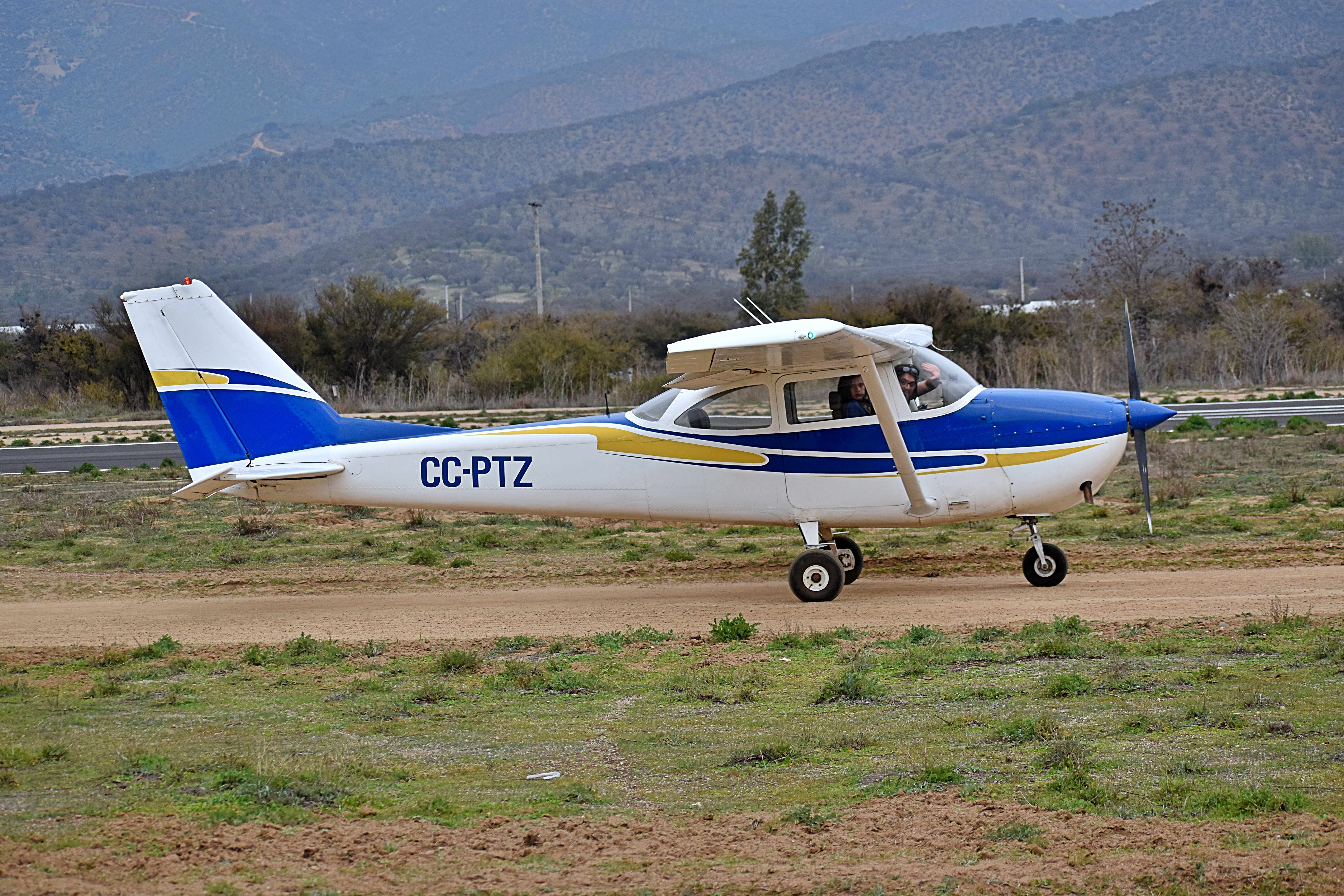
CC-PTZ del Club Aéreo Alas del Maipo

- CC-PTZ del Club Aéreo Alas del MaipoDesde el año 2018, pertenece al ''Club Aéreo Alas del Maipo'', con matrícula CC-PTZ donde continúa formando a nuevas generaciones de pilotos. En 2020 tuvo un recambio de su motor Continental O-300D de 145hp. Esto fue posible gracias al aporte de fondos de los propios socios del Club Aéreo y al Fondo de Fomento a la Aviación Civil no comercial, entregado por la Dirección General de Aeronáutica Civil.
- Club Aéreo Águilas Blancas: T-41 operativo.
- Lone Star Flight Museum, Texas: T-41B Mescalero en exhibición y operativo.
- 65-5168: Vance AFB, Oklahoma, un T-41A en demostración estática en el parque.[19][20]
- 67-14977: Maxwell Air Force Base, Alabama, un T-41 en exhibición en el complejo de la Officer Training School.[21][22]
- 65-5226: Randolph Air Force Base, Texas, un T-41A en exhibición en el parque adyacente al Randolph Inn Visiting Officers Quarters (VOQ)/Distinguished Visiting Officers Quarters (DVOQ), junto a otras aeronaves históricas de entrenamiento.[23]

## Especificaciones (T-41C)
Referencia datos: Global Security

### Características generales
- Tripulación: Dos (alumno e instructor)
- Longitud: 8,2 m (26,9 ft)
- Envergadura: 10,9 m (35,8 ft)
- Altura: 2,7 m (8,8 ft)
- Superficie alar: 14,8 m² (159,3 ft²)
- Peso vacío: 618 kg (1362,1 lb)
- Peso cargado: 1134 kg (2499,3 lb)
- Planta motriz: 1× motor bóxer de seis cilindros refrigerado por aire Continental IO-360-D.
  - Potencia: 119 kW (160 HP; 162 CV)
- Hélices: 1× bipala de paso fijo McCauley 1B235/DFC 7850 por motor.
- Diámetro de la hélice: 1945 mm

### Rendimiento
- Velocidad nunca excedida (Vne): 296 km/h (184 MPH; 160 kt)
- Velocidad máxima operativa (Vno): 233 km/h (145 MPH; 126 kt)
- Alcance: 1159 km (626 nmi; 720 mi)
- Techo de vuelo: 5180 m (16 995 ft)
- Régimen de ascenso: 4,5 m/s (880 ft/min)

### Desarrollos relacionados
- Cessna 170
- Cessna 172
- O-1 Bird Dog

### Aeronaves similares
- CT-134 Musketeer
- Slingsby T-3 Firefly
- PAC CT/4

### Secuencias de designación
- Secuencia Numérica (interna de Cessna): ←  160 - 162 - 170 - 172 - 175 - 177 - 180 →
- Secuencia T-_ (Entrenadores estadounidenses, 1948-presente): ← T-38 - T-39 - T-40 - T-41 - T-42 - T-43 - T-44 →

### Listas relacionadas
- Anexo:Aeronaves de la Fuerza Aérea de los Estados Unidos (históricas y actuales)